# Ключи (Высокораменское сельское поселение)
Ключи — упразднённая в 2012 году деревня в Шабалинском районе Кировской области России. Входила на год упразднения в состав Высокораменского сельсовета. Ныне урочище на территории  Высокораменского сельского поселения.

## География
Деревня находилась в западной части региона, в пределах Волжско-Ветлужской равнины, в подзоне южной тайги.

### Географическое положение
В радиусе трёх километров:
- д. Кокуши (↙ 1.7 км)
- д. Содом(↑ 2.5 км)
- д. Пыжи (→ 2.6 км)
- д. Ажваж (← 2.7 км)

## Климат
Климат характеризуется как континентальный, с продолжительной холодной снежной зимой и умеренно тёплым коротким летом. Среднегодовая температура — 1,6 °C. Средняя температура воздуха самого холодного месяца (января) составляет −13,8 °C; самого тёплого месяца (июля) — 17,5 °C . Безморозный период длится 89 дней. Годовое количество атмосферных осадков — 721 мм, из которых 454 мм выпадает в тёплый период.

## История
В «Списке населенных мест Вятской губернии 1859-1873 гг.»,  населённый пункт упомянут как казённый починок Ключевской Котельнического уезда (1-го стана), при  колодцах, расположенный в 72 верстах от уездного города Котельнича.
В 1926 году в административном отношении деревня входила в состав Высоко-Раменского сельсовета Красавской волости Котельничского уезда.
Снята с учёта 28.06.2012 Законом Кировской области от 28.06.2012 № 178-ЗО.

## Население
В починке к 1873 году проживало 136 человек (55 мужчин и 81 женщина). 	 
В 1926 году население деревни составляло 256 человек (118 мужчин и 138 женщин).

## Транспорт
Просёлочная дорога.